# Nyad
Nyad – amerykański biograficzny dramat sportowy z 2023 roku w reżyserii Jimmy’ego China i Elizabeth Chai Vasarhelyi. Film był inspirowany historią pływaczki Diany Nyad. Zdjęcia kręcono w Key West (Floryda) i Los Angeles (Kalifornia), a także na Dominikanie (Santo Domingo) i na Kubie. 

## Fabuła
Nyad opowiada o prawdziwej historii wybitnej pływaczki Diany Nyad, która w wieku sześćdziesięciu lat postanowiła przepłynąć 177 kilometrów z Kuby na Florydę. Przeprawę utrudniały dodatkowo liczne meduzy i rekiny. W realizacji życiowego marzenia wspierała ją Bonnie Stoll, najbliższa przyjaciółka i trenerka. 

## Obsada
- Annette Bening jako Diana Nyad
- Jodie Foster jako Bonnie Stoll
- Rhys Ifans jako John Bartlett
- Luke Cosgrove jako Luke Tipple
- Karly Rothenberg jako Dee Brady
- Anna Harriette Pittman jako nastoletnia Diana

## Nagrody i nominacje
Oscary 2024
- nominacja w kategorii najlepsza aktorka pierwszoplanowa (Anette Bening)
- nominacja w kategorii najlepsza aktorka drugoplanowa (Jodie Foster)

Złote Globy 2024
- nominacja w kategorii najlepsza aktorka w dramacie (Annette Bening)
- nominacja w kategorii aktorka drugoplanowa (Jodie Foster)